# الخناشفة (بومعيز)
الخناشفة هي إحدى مشيخات المملكة المغربية، تتبع جغرافيا لإقليم سيدي سليمان وإداريًا لبومعيز. يقدر عدد سكانها بـ 11590 نسمة حسب الإحصاء الرسمي للسكان والسكنى لسنة 2004.